# Me Adora
"Me Adora" é uma canção da cantora brasileira de rock Pitty, lançado como primeiro single do seu terceiro álbum de estúdio Chiaroscuro. O single foi lançado oficialmente em 14 de julho de 2009, e o videoclipe em 20 de julho de 2009, Pitty afirmou que: "Com a morte do grande popstar Michael Jackson, a música ganhou outro significado." A música trata-se de um desabafo, para que as pessoas deem valor ao outro, antes que ele vá embora.
O single também ganhou uma versão em vinil 7", gravado pela Polysom. A edição teve tiragem limitada e era bicolor, sendo metade branco e metade preto.

## Música
A música trouxe um pouco de polêmica, pois no refrão encontra-se um palavrão, mas sobretudo não foi censurada, foi composta como todas do álbum de estúdio pela própria Pitty.

## Videoclipe
Lançado no dia 19 de julho de 2009, dirigido e editado por Ricardo Spencer, que já tinha trabalhando com a banda com os clipes "Déjà Vu" e "Memórias". A gravação durou apenas uma noite e uma madrugada e foi produzido numa casa, sobre as filmagens Pitty diz: "tive a sensação de ter participado de um sonho felliniano."
O clipe é numa casa, onde está tendo uma festa, Pitty e sua banda canta a música no centro do salão, e ao redor pessoas dançando. O interessante, que num momento do videoclipe, as luzes se apagam, e mostram pessoas se agarrando, e deixando marcas azuladas no corpo.
O clipe permaneceu várias vezes em primeiro lugar no programa MTV Lab Disk exibido diariamente pela MTV Brasil, onde são exibidos 15 videoclipes elegidos por meio de uma votação do público. O clipe ultrapassou a marca de 10 milhões de visualizações no Youtube na madrugada do dia 14 de abril de 2011.

## Lista de faixa (LP)
"Sob o Sol" é o lado B do compacto "Me Adora", que foi vendido exclusivamente no dia do show de gravação do segundo DVD ao vivo da banda, em vinil de cor especial (variações de preto e branco).
| Download digital |            |                |         |  |
| N.º              | Título     | Compositor(es) | Duração |  |
| 1.               | "Me Adora" | Pitty          | 4:31    |  |

| Lado B |             |         |  |
| N.º    | Título      | Duração |  |
| 1.     | "Sob o Sol" | 6:09    |  |

## Desempenho nas tabelas musicais
"Me Adora" foi o primeiro single da banda que estreou em maior posição, começando na posição 49 da Brasil Hot 100 Airplay, em apenas uma semana após o lançamento. A música conseguiu ficar em 1° lugar em todas os principais rádios jovens do País como Rádio Jovem Pan, Mix fm, Rádio Metropolitana, 89 fm, Transámerica, Rádio Atlântida, Pop Rock e etc.

### Posições
| Tabelas musicais (2010)  | Melhor posição |
| ------------------------ | -------------- |
| Brasil Hot 100 Airplay   | 3              |
| Brasil Hot Pop & Popular | 23             |
| Hit Parade Brasil        | 1              |
| Top Latino               | 28             |

## Prêmios e indicações
| Ano  | Prêmio                                | Categoria                   | Resultado |
| ---- | ------------------------------------- | --------------------------- | --------- |
| 2009 | MTV Video Music Brasil                | Hit do Ano                  | Venceu    |
| 2009 | Prêmio de Música Digital              | Música Mais Vendida de Rock | Venceu    |
| 2009 | Favoritos do Portal POPline           | Melhor Música               | Venceu    |
| 2009 | Prêmio Multishow de Música Brasileira | Melhor Música               | Indicado  |
| 2009 | Prêmio Multishow de Música Brasileira | Melhor Clipe                | Indicado  |